# Gesprengte Fesseln
Gesprengte Fesseln (Originaltitel: russisch Тарас Шевченко Taras Schewtschenko) ist ein sowjetisches historisches und biographisches Drama aus dem Jahr 1951. Der Film beruht auf dem Leben des ukrainischen Schriftstellers Taras Schewtschenko. Die New York Times lobte die schauspielerische Leistung des Hauptdarstellers Sergei Bondartschuk, der für diese Rolle den Staatspreis der UdSSR und den Karlovy-Vary-Preis als bester Schauspieler erhielt.

## Handlung
Der Film beginnt mit dem Tod von Michail Lermontow im Juli 1841, der dem jungen Maler, Dichter und Studenten an der Akademie der Künste in Sankt Petersburg auf seinem bescheidenen Dachboden in der Akademie bekannt wird. Als Sohn leibeigener ukrainischer Bauern lernt er in seiner Studentenzeit die Nöte eines Leibeigenen kennen und definiert die Aufgabe der wahren Kunst als Dienst an den Interessen der Menschen.
Nachdem er die Akademie absolviert hat, reist er in die Ukraine. Seine Dichtungen sind von der Liebe zu einfachen Menschen durchdrungen. Die Führer der liberalen Kyrill-und-Method-Bruderschaft versuchen, den inzwischen bekannten Dichter zu „zähmen“ der jedoch die Wahl traf, als Beschützer und Sänger an der Seite des Volkes zu stehen. Seine aggressiv-freiheitsliebende Kreativität ist im gesamten Russischen Reich bekannt. Der russische Kaiser Nikolaus I. verbannt ihn als gewöhnlichen Soldaten in eine Festung am Kaspischen Meer und verbietet ihm das Schreiben und Malen. In dieser für ihn schwierigen Zeit findet Schewtschenko Unterstützung bei dem gewöhnlichen ukrainischen Soldaten Skobeljew, dem polnischen Revolutionär Sierakowski sowie dem Festungskommandanten. Nikolai Dobroljubow und Nikolai Tschernyschewski bemühen sich zwischenzeitlich um seine Entlassung. Nach seiner Freilassung ist er ein alter, kranker Mann, der gemeinsam mit  Tschernyschewski und Dobroljubow von einer herrlichen Zukunft seines Vaterlandes träumt, in der das russische und ukrainische Volk frei von Sklaverei lebt.

## Entstehung
Der Film entstand Anfang der 1950er Jahre im Kiewer Filmstudio für Spielfilme Alexander Dowschenko.
Das Drehbuch schrieb der ukrainisch-sowjetische Filmregisseur und Drehbuchautor Igor Sawtschenko (1906–1950), der auch die Filmregie übernahm. Nach seinem unerwarteten Tod im Dezember 1950 wurden die Dreharbeiten von seinen Assistenten und Studenten Alexander Alow und Wladimir Naumow 1951 abgeschlossen. Am 17. Dezember 1951 feierte der Film Premiere. Er wurde in der Sowjetunion von 18.400.000 Zuschauern gesehen.
Der Deutschlandstart (DDR) erfolgte am 6. Mai 1952. Der Film wurde in russischer und ukrainischer Sprache in verschiedenen Einstellungen gedreht. Das heißt, die russische und die ukrainische Version sind zwei verschiedene vollwertige Filme und keine Dubletten einer Version. Den Dialog der DEFA-Synchronisation schrieb Helmut Brandis und Paula Paulsen, die Dialogregie übernahm Helmut Brandis. Martin Remané übertrug die Gedichte.
| Darsteller            | Figur                     | deutscher Sprecher   |
| --------------------- | ------------------------- | -------------------- |
| Sergei Bondartschuk   | Taras Schewtschenko       | Joachim Hildebrandt  |
| Wladimir Tschestnokow | Nikolai Tschernyschewski  | Albert Dörner        |
| Nikolai Timofejew     | Nikolai Dobroljubow       | Karlheinz Brunnemann |
| Gnat Jura             | Michail Schtschepkin      | Ernst Legal          |
| Iwan Perewersew       | Zygmunt Sierakowski       | Wilhelm Burmeier     |
| Natalija Uschwij      | Jarina Schwetschenko      | Lotte Loebinger      |
| Jewgeni Samoilow      | Nikolai Speschnew         | Josef Peter Dornseif |
| Michail Kusnezow      | Skobeljew, Soldat         | Heinz Palm           |
| Alexei Konsowski      | Wladimir Kurotschkin      | Kurt Mühlhardt       |
| Mark Bernes           | Kapitän Kosarjew          | Kurt Fischer-Fehling |
| Dmitri Miljutenko     | Major Uskow               | Friedrich Gnaß       |
| Marianna Strischenowa | Agafja Andrejewna Uskowa  | Britta Adrian        |
| Lawrenti Massocha     | Nikolai Kostomarow        | Willi Narloch        |
| Pawel Schpringfeld    | Pantelejmon Kulisch       | Albert Venohr        |
| Michail Naswanow      | Zar Nikolaus I.           | Helmuth Hinzelmann   |
| Alexander Chwylja     | Barabasch                 | Alfred Haase         |
| Garen Schukowskaja    | Frau Barabasch            | Hanna Rieger         |
| Leonid Kmit           | Stabskapitän Obrjadin     | Gerhard Konzack      |
| Grigori Schpigel      | Karl Pawlowitsch Brjullow |                      |